# Mjukstart

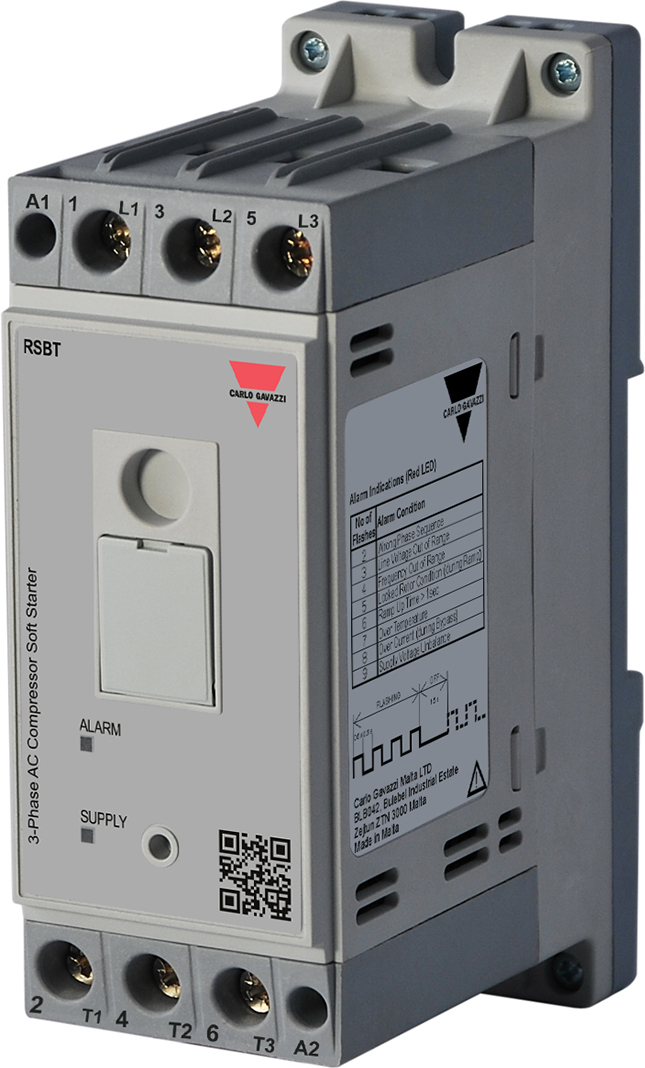
Kompakt mjukstartare för en 3-fasmaskin, 15kW/10 hk

Mjukstart är ett sätt att starta en växelströmsmotor för att tillfälligt minska belastningen och vridmomentet i drivlinan och motorns elektriska strömstöt under uppstart. Detta minskar den mekaniska påfrestningen på motorn och axeln, såväl som de elektrodynamiska påfrestningarna på de anslutna kraftkablarna och det elektriska distributionsnätet, vilket förlänger systemets livslängd.:150. Mjukstart finns för de allra minsta motorerna upp till motorer på hundratals kilowatt.
Den kan bestå av mekaniska eller elektriska anordningar, eller en kombination av båda. Mekaniska mjukstartare är flera typer av kopplingar som använder en vätska, magnetiska krafter eller stålkulor för att överföra vridmoment, liknande andra former av vridmomentbegränsare. Elektriska mjukstartare kan vara vilket styrsystem som helst som minskar vridmomentet genom att tillfälligt minska spänningen eller ströminmatningen, eller en enhet som tillfälligt ändrar hur motorn är ansluten i den elektriska kretsen. Mjukstarten rampar sedan upp spänningen tills motorn har fått sin rätta driftspänning. Det går att ställa in en lämplig tid för rampningen. Ofta tar det längre tid för en stor och tungstartad motor att mjukstarta. En mindre motor går att starta snabbare.

## Funktionsprinciper

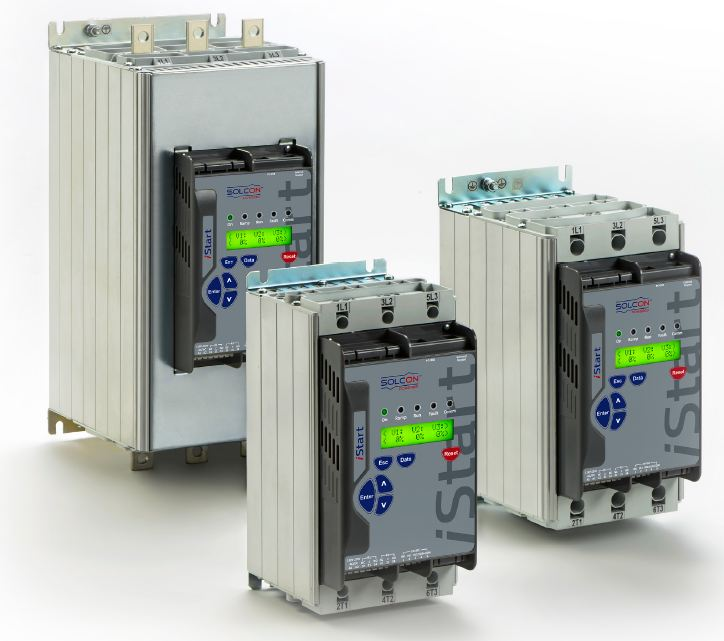
Elektronikenheter för mjukstart av motorer.

Närhelst ankaret på en elektrisk motor rör sig, sker både motorverkan och generatorverkan samtidigt. Den elektromagnetiska kraften som alstras av generatorns verkan motverkar den önskade motorverkan och skapar effektivt ett variabelt motormotstånd som ökar med motorhastigheten. När en spänning appliceras på motorn, dikterar detta motstånd strömmen som dras av motorn. I vila är motståndet relativt lågt, så start- eller inkopplingsströmmen kan vara hög om hela nätspänningen appliceras på motorn. Jämfört med DC-motorer tenderar AC-motorer att ha betydligt högre statorresistans och motsvarande lägre startström.:24 
Icke desto mindre åtföljs gränsöverskridande start av induktionsmotorer av inkopplingsströmmar som är upp till 7-10 gånger högre än löpström, och motorer med högre effektivitet kan ha inkopplingsströmmar 10-15 gånger löpström. Dessutom kan startmomentet vara upp till 3 gånger högre än körmomentet. Startmomenttransienten kan skapa en plötslig mekanisk påfrestning på maskinen, vilket leder till minskad livslängd. Dessutom belastar den höga startströmmen strömförsörjningen, vilket kan leda till spänningsfall. Som ett resultat kan livslängden för känslig utrustning förkortas. En annan vanlig bieffekt, särskilt i bostadsinstallationer, är spänningssänkning i platsens strömförsörjning som skapas av den höga inkopplingsströmmen, synlig som flimrande ljus. 
En mjukstartare styr kontinuerligt motorns spänningsförsörjning under startfasen. På så sätt anpassas motorn till maskinens belastningsbeteende och mekanisk driftutrustning accelereras smidigt. Detta förlänger livslängden, förbättrar driftbeteendet och jämnar ut arbetsflöden. Elektriska mjukstartare kan använda solid state-enheter för att styra strömflödet och därmed spänningen som appliceras på motorn. De kan anslutas i serie med nätspänningen som appliceras på motorn, eller kan anslutas inuti deltaslingan (Δ) på en deltakopplad motor, och styr spänningen som läggs på varje lindning. Solid state-mjukstartare kan styra en eller flera faser av spänningen som appliceras på induktionsmotorn med de bästa resultaten som uppnås genom trefasstyrning. Mjukstartare som styrs via två faser har nackdelen att den okontrollerade fasen alltid uppvisar viss strömobalans i förhållande till de kontrollerade faserna. Typiskt styrs spänningen av omvänd- parallellkopplade kiselstyrda likriktare (tyristorer), men i vissa fall med trefasstyrning kan styrelementen vara en omvänt-parallellkopplad tyristor och diod.
Ett annat sätt att begränsa motorns startström är en seriereaktor. Om en luftkärna används för seriereaktorn kan en mycket effektiv och pålitlig mjukstartare utformas som är lämplig för alla typer av [synkron/asynkron]a 3-fas induktionsmotorer från 25 kW 415 V till 30 MW 11 kV. Att använda en mjukstartare i reaktorserien med luftkärnor är mycket vanlig praxis för applikationer som pumpar, kompressorer, fläktar etc. Vanligtvis använder högt startmoment inte denna metod.  

## Tillämpning
Mjukstartare kan ställas in efter den individuella tillämpningens krav. Jämfört med omriktare med variabel frekvens kräver mjukstartare väldigt få användarjusteringar. Vissa mjukstartare har också en "inlärningsprocess" för att automatiskt anpassa drivinställningarna till egenskaperna hos en motorbelastning, för att minska kraftinkopplingskravet vid start. I pumpapplikationer kan en mjukstartare undvika tryckstötar som kan leda till vattenslag. Transportbandssystem kan startas smidigt, vilket undviker ryck och stress på drivkomponenter. Fläktar eller andra system med remdrift kan startas långsamt för att undvika remglidning eller lufttrycksstötar. Mjukstartare finns i elektriska R/C-helikoptrar och låter rotorbladen rulla upp på ett smidigt, kontrollerat sätt snarare än en plötslig ökning. I alla system begränsar en mjukstart startströmmen och förbättrar på så sätt strömförsörjningens stabilitet och minskar transienta spänningsfall som kan påverka andra belastningar.